# История на Узбекистан
Историята на Централна Азия, Великата степ и Узбекистан съдържа серия от събития, свързани с миграция на народи, разцвет и упадък на империи.

## История
Последните изследвания показват, че човекът е пристигнал в района на настоящата държава Узбекистан около 40 000 или 50 000 години, което го прави един от най-старите обитавани райони. Този район се счита за люлката на всички индоевропейски езици.

## Бронзовата епоха
Между 2200 и 1700 г. пр. Хр. в южната част на Узбекистан и Туркменистан съществува развита цивилизация, ползваща бронз, известна като културата Оксус. Тя е свързана с културата от долината на Инд и въпреки че тази смес от народи е безследно изчезнала напълно, то чрез тях Индоарийски езици пристигнат на Запад през Казахстан. Археологически паметници като Жаркутан или Молали тепе разкриват уседнал живот, в който се практикува напояване, прибиране на реколтата от пшеница и ечемик и може би форма на писане – културата Согдиана. Известно е също така съществуването на друга култура, известен като Тазавагиаб, появявила се около 1500 г. пр. Хр. около Хорезъм, южно от Аралско море. Тя обединява елементи на Андроновска култура, простираща се Запад от Урал до езерото Байкал и достигайки река Сърдаря на юг. Представителите на тази култура първи пригаждат колесница за война, като я оборудват с две колела и я теглят с коне. Нейни обитатели живеят в села, отглеждат земя и животни и са в състояние да произвеждат оръжия и съдове от бронз.

## Перси, гърци и номади

### Согдиани, бактрийци и империята на Ахеменидите
Най-старите исторически източници сочат, че индийците наричат населяващите тези райони на Централна Азия согдиани и бактрийци (bahlikâ), а китайците – daxia. Най-големите селища през периода са Самарканд и Бухара. По-късно е основан и древния град Балх. Самарканд е основан вероятно през V век пр.н.е от легендарния Мараканд. Согдианите и бактрийците никога не образуват единна държава: нейната територия е разделена на княжества. Последователи на зороастризма, исторически източник за тях е Авеста. В този свещен текст се говори, че може би согдианите са скити, отдали се на заседнал начин на живот.
По-далеч на север, на изток от Аралско море, обитават номадски племена – масагети, като всички са от ирански произход. Последните воюват с персийския цар Кир II под ръководството на своята кралица Томира. Жителите на бактрийското княжество, Согдиана, а така и Хива, са предимно земеделски производители, които използват подобрени методи на напояване в долините на реките Сърдаря, Амударя и Зарафшан. Ангажирани са и със занаяти по металообработване, като номадски родове живеят в областите, пустинните и планинските райони. В Афрасияб, близо до Самарканд, днес е създаден археологически музей, който съдържа най-древните в света пионки за шахмат и стенописи, за които се смята, че са един от първите примери за персийски език. Между 545 и 540 пр. Хр. Кир II, основател на Империята на Ахеменидите, завладява Централна Азия, интегрирайки Бактрия, Согдиана, Хорезъм и Партия.

### Александър Македонски и Империя на Селевкидите
Александър Македонски завладява Согдиана и Бактрия през 327 пр.н.е. докато провежда кампания срещу Дарий III Кодоман и слага край на династията на Ахеменидите. Тогава е основан град Термез, който е най-южният град в Узбекистан. В Самарканд Александър се жени за Роксана, дъщерята на Оксиарт, местен бактрийски вожд, след като е завладял крепостта Скалата на Согдиана, която преди това е считана за непревземаема. Този политически брак спира яростната съпротива на народа на Согдиана и е вдъхновен от Спитамен. Той също е прелюдия към така известната Сватба в Суза, в която 10 000 гърци се женят за 10 000 източни моми.
Преди началото на фаталната кампания в Индия, Александър напуска своята щаб-квартира в Самарканд (323 г. пр.н.е.), за да завладее цитаделата Ташкент, южно от която изгражда последната Александрия. След смъртта на Александър североизточната част на империята, известна като Трансоксиана (земята отвъд река Оксус, древногръцко назавание за река Амударя), преминава в ръцете на Селевк I Никатор, основател на династията Селевкиди. По време на царуването му в Бактрия има масираната имиграция на гърци-емигранти, което превръща този регион в по-елинизиран от всички останали, които са покорени. Под властта на Селевк II Калиник селевкидите са по-загрижени за проблемите в Сирия и губят контрол над източните региони. Така Диодот I основава през 250 пр.н.е. Гръко-бактрийско царство. Евтидем I и Антиох III се опитват да възстановят господството над отделилата се Бактрия, но са победени и принудени да признаят независимостта на царството. Този период е белязан от градското развитие и културен гръкоориенталски синкретизм в изкуството.

### Нашествието на номадите и възникване на „Пътя на Коприната“
Между I век пр.н.н.е. и II век, на територията на Гръко-бактрийското царство нахлуват юеджи и скити - номадски народи, които дотогава живеят в Китай. Центърът на царството се измества в посока югоизток и през 190 г. то се трансформира в Индогърция. В това време религиозният синкретизъм постепенно еволюира към монотеизъм и концепцията за универсална религия се разпространява сред всички народи на настоящ Узбекистан. Благодарение на влиянието на жреците, зороастризма се превръща в държавна религия при сасанидите.
На изток върху руините на гръко-бактрийское царство, в началото на първото хилядолетие започва да се оформя Кушанска империя. Тя е основана от родствените на тохарите кушани. В продължение на векове цивилизацията им стои в сърцето на търговския обмен между Изтока (Китай) и Запада (Римска империя), на Пътя на Коприната. По тези маршрути се разпространява будизма в страните от Централна Азия и постиженията изкустваата на елинизма на изток. За Персия търговията с Китай е достигнала много важно равнище, каквото никога не е имал стокообмена с Гърция. Трансоксиана стои точно в центъра на тези борси. Пътят на коприната не е бил използван само за превоз на коприна в Европа, колкото на подправки, хартия и порцелан.

### Сасанидските перси
Сасанидите са династия, произхождаща от Фарс (това е източник за името Персия) и са потомци на Дарий III. При тях изкуството и културата на Персия имат водеща позиция, а военните сили са в състояние да оспорят хегемонията и просперитета на Рим. Царството на Сасанидите е със силно централизирана власт, градското планиране и амбициозно селското стопанство.
През III и IV в Сасанидите се опитват да завладеят Tрансоксиана, но постепенното им разширяване предизвиква конфликт с номадите кушани. Малко по-късно, в края на IV век, се появяват червените хуни и кидаритите, които завладяват Трансоксиана и нахлуват дори в Иран. През 427 сасанидския цар Бахрам V най-накрая приключва войните с номадите. При синът му Яздегерд II е заличен наследникът на Кушанската империя Кидарития, като белите хуни са временни съюзници на персите.

## Бели хуни
Император Яздегерд II се сблъсква с проблем, породен от атаките на номадските племена на белите хуни (ефталити) през 442. Неговият собствен син Пероз ги допуска в Трансоксиана. В крайна сметка Пероз I умира през 484 по време на битка срещу ефталитите. Неговата смърт предизвика вътрешни конфликти в Сасанидската империя. Смята се, че белите хуни са сред предците на сегашния узбекски народ. Завладяването на басейна на река Тарим от ефталитите ги сблъсква с държавата Жоужан. За да нанесат съкрушителен удар върху новия враг, през 552 кьоктюрките търсят партньорство с персите. Между 560 и 563 се състоят серия от сблъсъци, при които се появяват няколко персийски и тюркски княжества.

## Тюркски каганат
Тюрките създават империя през 552 с първи каган Бумън. Последният сключва съюз с персите срещу белите хуни, които са прогонени през 563 и съюзниците разделят помежду си територията на сегашния Узбекистан. Последвалата политика на повлияния от Китай хан Тарду допринася за окончателното разкъсване на тюркския каганат на двете държави: Източен Туркестан в предна Монголия и западен Туркестан в планинската верига Тиен-Шан. Това довежда хаос и безвластие. Няколко месеца по-късно на изток се разбунтуват карлуките, а към 640, китайците прогонват източните тюрки от оазисите в басейна на река Тарим. През 651 и западните тюрки са нападнати от съюзена китайско-уйгурска армия. Към 657 почти цяла Централна Азия преминава в ръцете на китайците. Известният китайски поклонник Сюен Дзан преминава през 631 от Ташкент до Самарканд по време на своето пътуване към Индия в търсене на свещени будистки ръкописи.

## Арабски халифат
През 706 Халифатът изпраща арабски войски да завладеят Трансоксиана в първи опит да нападне и ислямизира Самарканд и Фергана. Те влизат в конфликт с китайците по време на Абасидски халифат и Абул Абас ас-Сафах побеждава в кръвопролитната Таласка битка. Това довежда Исляма сред народите на Централна Азия, които са принудени да изоставят зороастризма. Согдианите, които са приели Исляма, са изключени от облагане с данъци. Тази популярна мярка води до намаляване на данъчните приходи и арабите скоро искат всички местни действително да се подложат на обрязване и да демонстрират задълбочени познания в Корана. Новата мярка предизвика бунт. През 721 согдианите унищожават арабския гарнизон в Самарканд с помощта на тюрките. Поставен е нов управител на Хорасан, а бунтовните согдиани търсят убежище в крепост в планината Муг. Тук, на десния бряг на река Зарафшан, археолозите са открили множество извори, предоставящи ценна информация за обществото в Согдиана и безуспешната арабска обсада на крепостта през 722. Бухара се превръща в център на въстанието в Согдиана. Въпреки тежките боеве и репресиите от страна на арабите согдианите не се предават и бунтът продължава между 733 и 734.
Контролът на арабите над Централна Азия се консолидира след победата им при река Талас срещу китайците през 751. Тази победа далеч на Изток е чудесна възможност за внос на някои технически постижения на китайското общество, сред които е производството на хартия. Много скоро арабите откриват значението на това за разпространение на Исляма и Самарканд става първият център за производство на хартия в мюсюлманския свят. Освен това Харун ал-Рашид налага употребата на хартия във всички органи на властта, а благодарение на арабските завоевания в Средна Азия, Багдад, Кайро, Хатива и Южна Франция се разпространява в целия познат културен свят.
Бунтовете срещу арабите не прекъсват, най-важните от които са настъпили между 720 и 722 в Согдиана и в Хорасан. През 747 – 750 избухва въстание, което допринася за падането на династията Омейяди. Анексирането на Трансоксиана в Халифата на арабите допринася за развитието на градове като Самарканд, Ташкент, Термез и Бухара, особено в развитието на занаятчийско производство, търговита с кервани, както и техниките за напояване. Между 750 и 850, в периода на Абасидския халифат науката, известна като „арабо-мюсюлманска“ достига своя връх. Високи цени се плащат за всяка книга и почти всички книги, написани в Гърция са достъпни в превод на арабски език. Философът Фараби, може би роден в Tрансоксиана, има важно място в тази динамика. Великият математик Мохамед ибн Муса Ал-Хорезми, изобретател на принципите на Алгебрата, е роден преди 783 в Хива. Великият астроном Ал-Фаргани е роден във Фергана.

## При Саманидо-персите
Саманидите са персийска династия, който се завръща на власт в Трансоксиана след арабските завоевания. През 819 Халиф Мамун е възнаграден с четирима внуци – Нух, Ахмад, Яхия и Ильяс, които стават добри и верни слуги във всяка провинция. Исмаил I, син на Ахмад, бързо взема контрол над Трансоксиана и Хорасан и създава полу-самостоятелна държава със столица в Бухара. Долината на Зарафшан, Чач (Ташкент), Самарканд и Термез са в центъра на развитие на империята на Саманидите, техните магазини поддържат процъфтяваща търговия (стъкло, хартия, кожа, плат, коприна и др). За да се утвърди тяхната власт през X век, Саманидите използват военна мощ и изкуството на градоустройството и архитектурата, създават керамични изделия са много различни декорации по типа калейдоскоп и т.н. Великият лекар и философ Авицена, е роден в близост до Бухара през 980, а енциклопедистът Ал-Бируни е роден през 973 в предградията на Кат, в близост до град Ургенч.

## Ханство на Караханидите, селджуките и Хорезъм
Династията на тюркските Караханиди, които се разглеждат като други основни предшественици на днешните узбеки, се възцарява на земите на настоящ Узбекистан към края на XI век и остава на власт до 1212. Те са приели колективно Исляма през 920, а по време на царуването на Харун I установяват контрол над Бухара и Самарканд. По-късно, караханидите завладяват цяла Tрансоксиана, побеждавайки убедително Саманидите през 999. В сблъсъкът си със селджуките през1040 караханидите са победени и ханството им е разделено на две: западно със столица в Бухара и източно с център в Кашгар. През1089 селджуките нахлуват в западното караханидско ханство на Ахмад I и завладяват Бухара и Самарканд. Въпреки това в градовете продължава по-нататъшното развитие на интензивна дейност в областта на архитектурата. Така, по време на царуването на Мохамед II (1120 – 1130) са построени в Бухара минарето Калян, а малко по-късно долината на Фергана попада под владение на китайски прото-монголи. Ала-ад-Дин Мохамед в Хорезъм унищожава окончателно ханството на караханидите през 1212. Бързото изкачване на Хорезъм позволява да се изгради партньорство между тази династия и тюрките кумани и огузи. Кампаниите им са имали разрушителни последици за селското стопанство в Централна Азия, тъй като много от полетата за оран са превърнати в пасища. Царството Хорезъм е краткотрайно. През 1219, управителят Отрар напада и избива керван търговци по твърдение, че са шпиони, изпратени от Чингис Хан; посланиците, които са изпратени, за да поискат обяснение, са сполетени от същата участ. Това довежда до ужасно отмъщение. През 1220 г. монголите завладяват Узбекистан и големите градове като Самарканд или Бухара, нанасяйки им сериозни щети.

## Монголи и турко-монголи

### Чингис Хан, Чагатай и барласите
Превземането на Самарканд се превръща в голямата победа на монголския император Чингис хан (1220) над Хорезъм. Той завещава своята империя на четирите си сина, като днешен Узбекистан остава в ръцете на втория син Чагатай. При Ханството на Чагатай. основано през 1219 влизат настоящите територии на Узбекистан, Киргизстан, Туркменистан, Таджикистан, Южен Казахстан, Западната провинция на Китай Синцзян и северен Афганистан. Между 1229 и 1571 то се самоуправлява в лоното на монголската империя. През първата половина на XIV век, империята на Чагатай е била разделена на две: едната съставена от номади в западна Монголия, а другата на уседнали гардове в Tрансоксиана. Номадска Монголия е по-добре подготвена във военно отношение и се възползва от ситуацията, организирайки множество атаки върху Трансоксиана. Именно тогава се появява тюрко-монголското племе барласи. Скоро след това конфликтът е потушен със сила от Тимур, който взема под своя контрол първо барласите и по-късно всички племена от района.

### Тамерлан и неговите наследници
Тимур (1336 – 1405) е роден в близост до Самарканд и е член на племето барласи, далечен роднина на Чингис Хан. През 1369 година градът става столица на Империята на Тамерлан. След като създава своята империя, която включва в себе си голяма част от земите на Централна Азия и оцеляла цял век, Тамерлан насърчава създаването на културни, художествени и научни произведения, особено в Самарканд и в Херат; ето защо периодът през XV век е известен като „Тамерланово Възраждане“. Владетелят Улуг Бег построява в Самарканд едно медресе, открито през 1420, в която най-вероятно той самият преподава, а в обсерваторията работи заедно със 70 математици и астрономи като Масуд Ал-Kаши. След смъртта на Тамерлан през1447 Шах Рудж се възкачва на трона, но скоро влизат в конфликт с Абдул-Лятиф, който го убива през 1449. Медресето на Улугбек продължава да работи до XVII век, но културният живот се фокусира в Херат, където е живял и работил известният персийски поет и философ на Алишер Навои, основател на съвременния узбекски език.

## Първите узбеки
Шейбанидовата мюсюлманска династия е съставена от тюрко-монголски потомци на Шейбан, син на Джичи, които властват начело на 15 000 семейства. Могъщият хан Абу-л-Хайр през 1429 успява да обедини още номадските племена под властта на Шейбанидите и между река Тобол, планината Урал и Сърдаря създава т.нар. Улус Узбек. За първи път в историята се появява понятието „узбек“, като то няма етнически произход и смисъл, а е производно от името на монголски предводител от XIII век, която е приел Исляма в рамките на Златната Орда. Абу-л-Хайр завладява Хорезъм в 1447, но е бил убит от казахите през 1468. Неговият племенник Мохамед с помощта на наемници от Астрахан завладява градове Бухара и Самарканд, но сам умира в битката срещу персите през 1510. Шейбанид-султаните Илбарс и Билбарс овладяват Хива през 1511, но още през 1512 г. са покорени от Бабур, макар и без да са включени единната могулска държава. Ханство се опитва да получи максимално от трафикът на каравани, които преминават в региона, но в дългосрочен план международната търговия е спряна. Освен това, под егидата на Абдала II ханството затормозява интелектуалните среди за сметка на религиозните догми в държавата. Династията Шейбаниди пресъхва през 1598 с убийството на Абд Ал-Мумин. Голяма част от узбекските племена, потомци на Абу-л-Хайр се събират на север в долината на река Чу.

## Властта на Бабур от Фергана
Родината на зороастризма Фергана играе през средните векове централна роля в историята на мощната Моголска империя в Южна Азия и Индия, на която Бабур е основател. След смъртта на Омар Шейх Мирза, цар на Фергана през 1498, синът му Захиредин Бабур (1483 – 1530) става ръководител на Източната част на съвременен Узбекистан. Потомък на Тамерлан от страна на бащата и на Чингис хан по майчина линия, Бабур е пламенен да разшири своята територия. Така, през 1497 г. той се опитва да завземе Самарканд, над който смята, че има законни права по наследство, но въстание принуждава войские му да се оттеглят. Той се опитва отново, но е бил победен през 1501 г., от неговия враг Мохамед Шейбани, могъщия Хан на узбеките. През 1504 с повече верни войски Бабур преодолява Хиндукуш и завладява Кабул, с което поставя основите на могъщо Кралство. През 1510 г. след смъртта на Шейбани и с помощ от Исмаил I Бабур триумфално влиза в Самарканд, където властва до 1514 година, когато отново е победен от узбеките.

## Трите ханства след Чагатая
Ханството Хива е най-старата от трите узбекски ханство, просъществувало между 1512 и 1920 южно от Аралско море. Първоначално неговата столица се установява в Куня-Ургенч, но след неочаквани промени в течението на река Амударя през 1598 е преместена в Хива. В продължение на няколко века Хива се превръща в един от центровете на ислямския свят, преди да се превърне в неразделна част от Руската Империя през 1873 година. Бухарски емират (1599 – 1920) възниква със столица в Бухара, като включва и Самарканд. Династията ханиди царува в това емирство от 1599 до 1785 г., след което е свалена от потомци на узбекската династия на Шайбанидите. Ханство на Бухара е преименувано като „емирство“ през 1785 г., след завладяването на Надир-Шах. В 1868 г., емирство Бухара се превърна в протекторат на Русия. Скоро след Октомврийската Революция се оформя Народна Република Съветска Бухара, която е интегрирана в 1924 г. в Узбекска съветска социалистическа република и Таджикска съветска социалистическа република.
- Ханство Коканд

Ханството Коканд произхожда в град Фергана и е съществувала между 1709 и 1876 г., на територията на сегашния Узбекистан, Таджикистан и Киргизстан. Големи Орди от номадски киргизи и казахи са били нейни васали. В началото на XIX век Коканд анексира град Ташкент. Под заплахата от нападение от страна на Бухарското хансто, руският генерал Михаил Черняев се възползва от случая за да прекара офанзива над Ханството Коканд. След битките в 1876 г. Коканд е ликвидиран и е присъединен към Русия, като по този начин проправят пътя на руските интереси в останалата част на Централна Азия.

## ПодРуската Империя
Руснаците пристигат в региона в края на XIX век след блестящата победата на генерал Михаил Черняев в Чимкент (днешен Казахстан) през 1884 година. Постепенно са покорени ханство Бухара и Хива; след това Ташкент (1865). Всички новозавладени територии са обединени в административна единица, наречена Общ управителен съвет на Туркестан като през 1867 г. за столица на провинцията е посочен Ташкент. Царските воля е в полза на отглеждането на памук в Туркестан вместо разпространението на традиционните култури, което доведе до конфликти с местното население. Русия предприема редица мерки за да се улесни разпространението на руския в новозавладените територии в Централна Азия. През март 1876 г., Ханството Коканд, попада в ръцете на руски войски под ръководството на генералите Константин Фон Кауфман и Михаил Скобелев. През 1916 г. узбеките се разбунтуват срещу руските власти, но въстанието е свирепо потушено. Тези аннексии позволяват на руснаците създаването на нови социално-културни отношения и търговски обмен, както и развитието на образованието, индустрията и на железните пътища, което води до социално-икономическото развитие на региона.

## В съветско време

### Битие на узбекската нация
Болшевиките завземат властта в Русия след Октомврийската Революция през 1917 г, но срещат силна съпротива от страна на узбеки-националисти, създали т.нар. басмачество. След потушаване на тази съпротива, комунистите търсят прогресивни съюзници сред мюсюлманите, тъй като очакват, че след репресиите Туркестан ще се присъедини към бялата армия. Това, което особено безпокои болшевишката партия е опасността от създаване на Съюз на тюркските народи.
Узбекистан, като република и като нация, родена на 27 октомври 1924 г. в включва различни субекти, съществуващи в Централна Азия – части от Туркестан, Република Бухара и Хива, събрани в съветска социалистическа република Узбекистан. Пет републики от Централна Азия са създадени в резултат на евакуация на териториите, проведено под егидата на комисаря по националностите Йосиф Сталин, който преразпределя етническия състав на населението. Така са създадени множество узбекски анклави на територията на Киргизстан и Таджикистан, както и обратното. В 1936 г. Узбекска ССР е разширена за сметка на интеграция на автономна Република Каракалпакия, която по-рано е включен в състава на Казахска ССР.

### Под властта на Сталин
В 1928 г., Сталин нарежда принудителна колективизация за всички селски хазяйства в Съветския съюз. В узбекските земи това благоприятства възхода на басмачеството през 1916 г., което е съставено главно от лица от селски произход. Това движение е смазано едва в 1926 година, но е подновено отново скоро след това и не приключва до 1940-те години. В продължение на 1937-38, по време на големите чистки на Сталин са били екзекутирани от много узбекски длъжностни лица и националисти, като бившия министър-председател Файзула Джоджаев. Ислямът също беше обект на репресиите на Сталин, който иска да Съветския съюз да е изцяло атеистичен. Повечето джамии са затворени и много активисти-мюсюлмани са потиснати. По време на Втората Световна Война Узбекистан дава дом за хиляди съветски семейства, бягащи от нашествието на Адолф Хитлер, включително множество сираци от войната, които след това в са включени в процеса по 'русификации' на Републиката и особено на нейната столица. Част от тежката индустрия от Европейската част на СССР също е евакуирана в Централна Азия, като много заводи са били създадени в Узбекистан и след войната, с което се допринася за индустриализацията на района.

### След войната
Борбата на болшевиките емансипация на жените в Узбекистан е успешна: през 1950-те години тези, които все още носят хиджаб са много малко и всички момичета получават същото държавно образование като мъжете. Неграмотността е елиминирана напълно до 1950-те години. На 26 април 1966 година столицата на Узбекистан и региона са били сериозно засегнати от земетресение; започва обширна програма за реконструкция с участието на всички републики. Това доведе до четвърта вълна на руската имиграция в страната – след колониалната епоха, болшевишките преразпределения и военните мигранти. На 4 януари 1966 г., в Tашкент е организирана индо-пакистанска конференция, което позволява възобновяване на дипломатическите отношения между двете страни. След 1966 година столицата на Узбекистан е развита значително, като се превръща в най-гъсто населения град в съвременна Централна Азия. В рамките на 60-те-80-те на ХХ век в Ташкент се провежда престижния Международен филмов фестивал на Азия, Африка и Латинска Америка.

#### Проблемът памук
Влияние върху икономическата история на Узбекистан през 1960 – 1980 оказва развитието на интензивно отглеждане на памук, организирано от Москва в рамките на проект за специализация на съветските републики. Планирането в СССР поставя цел да се произвеждат шест милиона тона от персийското „бяло злато“. Това води до извънредна експлоатация на земеделската земя, което се отразява катастрофално на екологията на региона: от прекомерната употреба на химически торове и обезлистителни препарати са отровени земята и водата, както и ускорено изчерпване на водосбора на реките Амударя и Сърдаря за напояване води до намаляване на обема на Аралско море наполовина за четиридесет години.
С натиск от Москва за добив на повече памук, узбекските лидери се поддават на корупция и заблуждаваща статистика. Ръководител на Партията и Републиката е Шараф Рашидов, а в неговото обкръжение е и зетя на Леонид Брежнев. Те са въвлечени в крупна измама с памук с цел присвояване на печалба в злато от държавния бюджет. През 1983 година, когато той е разобличен в най-голямата в историята на Съветския съюз измама, Рашидов умира след сърдечна криза. Въпреки това петно в биографията, Рашидов е признат като лидер, който инвестира в развитие на Републиката и се опитва да получи от Москва определена автономия за нея и прилага решенията на Съветския апарат в интерес на Узбекистан.

#### Узбекският език и неговите политически последици
След скандала с памука от 1983 са отправени сериозни обвинения в корупцияот Москва спрямо Узбекистан. Почти целия узбекски руководен апарат е заменен и една част е хвърлена в затвора. Директният контрол на Москва е подсилен, особено по време на управлението на бившия началник на КГБ Юрий Андропов. Лидерите на узбекската компартия са сменяни често до 1990 година, защото Москва не иска някой да остане на поста си достатъчно дълго, за да се разработи нова корупционна схема. Временни ръководители са узбеките Усманджоджаев (1983), Салимов (1983 – 1986), Нишанов (1986 – 1988), Джабибулаев (1988 – 1989) и Ибрагимов (1989 – 1990).

#### Погроми над месхетинците
През юни 1989 година, в разгара на Перестройката се случват ожесточени сблъсъци във Ферганска долина, включени в истински погроми, насочени срещу турците-месхетинци, депортирани през 1944 година от Грузия. Около 40 000 месхетинци бягат от Узбекистан и 15 000 са намерили убежище в Русия. Източник на тези погроми остава неопределен: не е известно дали това е следствие на узбекски национализъм или ескалация на междуетнически конфликти, които се случват по цялата територия на Съветския съюз в края на 1990-те години.

#### Отношения със СССР
Бенефициент на важни субсидии, насочени към премахване на недостиг, породен от специализацията на първичния сектор, Узбекистан е непреклонен привърженик на запазването на СССР, когато се чуват гласовете на либералите за преструктуриране и гласност. На референдум, който той е организиран през 1991 г. от Михаил Горбачов по-голямата част от узбеките гласуват за запазването на СССР. След различни преговори, повечето съветски републики, включително и Узбекистан, приемат новия договор, който е преправен на СССР (Съюз на суверенните съветски републики), което превръща съюзът във Федерация с общ президент, външна политика и военна политика. Споразумението трябва да бъде подписано на 20 август в 1991 година, но въздържането на Украйна довежда до това, че лидерите на узбеките избират изчаквателна позиция по отношение на развитие на събитията. Предвиждайки разпадането на СССР, Върховния съвет на узбекската СССР обявява независимостта на страната на 31 август, 1991 година, ратифицирана по-късно в нов референдум.

## След обявяването на независимостта
На 21 декември 1991 г. независим Узбекистан стаWа член на Oбщността на Независимите Държави заедно с 12 от 15-те бивши съветски републики. На 2 март от 1992 г., Узбекистан влиза в ООН и става член на ЮНЕСКО. На 27 януари на 2006 г. влезе в Евразийската Икономическа Общност.

### Президентство
След обявяването на независимостта на Узбекистан е обявен президентски режим, който граничи с авторитаризъм. Държава е управлявана от 1989 от Ислам Каримов, бивш лидер на Комунистическата Партия на Републиката и основател на Народната Демократична Партия на Узбекистан. Всички опозиционните партии, дори и умерените, са забранени и движенията на дисиденти, особено на ислямските, са потиснати. Средствата за масова информация и всички аспекти на обществения, политически и икономически, така и собствената си култура са под тясна родителските права и цензура от страна на държавния апарат. На парламентарните избори от 26 декември2004 г. президентът разширява правомощията си, въпреки че изборите са били подложени на критики от международни наблюдатели на ОССЕ,, член на които е и Узбекистан.

### Умерени икономически реформи
От момента на обявяването на независимост, президент Каримов постепенно представя стратегия за икономически реформи, насочени по-специално в областта на енергийната независимост и храните в страната и за привличане на чуждестранни инвестиции, като например с компанията от Корея Daewoo. Икономическият растеж зависи от колебливия добив на суровини, а данъчното облагане засяга главно приходите от износ, които съставляват 40 % от БВП на страната. Икономическото развитие се забавя в резултат на лошата реколта от памук и Узбекистан отстъпва на четвърто място в света по производството му. Без реална стратегия за реформа, властите увеличават своите грешки в областта на конвертируемостта на националната валута през 2003 година, което предизвика триене с МВФ. Също така се предприемат мерки, ограничаващи малките и средни предприятия, а икономиката като цяло де факто е под силното влияние на държавата. В действителност, правителството забавя либерализацията на икономиката и на приватизацията в страх от техните последици за обществото. В резултат от това (27 % от населението живее под прага на бедността и средните доходи спадат спрямо 1997 г. Упражнява се защита на интересите на най-влиятелните икономически субекти от най-близките до върха на властта.

### Ислямски тероризъм
Репресиите от страна на узбекските власти над организации, свързани с Ислямизъм довежда екстремисти в Узбекистан, които провеждат наколко терористични акта чрез експлозии на бомби. На 16 февруари 1999 г. в Тащкент са осъществени шест експлозии в Парламента малко преди пристигането на президента Каримов. Загиват 16 души, а 130 са ранени; причинени са сериозни щети на правителствени сгради, както и в централата на Националната Банка на Узбекистан. Властите смятат, че това е терористична атака срещу президента, проведена от ислямистки сили. През 2004 г. се случват нови две терористични акта от страна на ислямисткото движение „Хизб-ут-Тахрир“: в края на март експлозия причинява на щети между служителите на правоприлагащите органи на пазар Чорсу; в края на юли два взрива на терористи-камикадзе срещу посолствата на САЩ и Израел. Оттогава узбекската милиция упражнява повсеместен контрол в най-популярните места и на изхода от градовете. Политическият климат постепенно се връща към нормалното, а парламентарните избори на 26 декември 2004 г. и на 9 януари от 2005 г. са проведени без инциденти.

### Репресии вАндижан
В петък, 13 май 2005 г., голяма група от хора напада затвора Андижан за да освободи обвинени в тероризъм ислямисти. Те са извършили нападение на кметството, където монтират трибуна, от която много от жителите се говорили и критикували правителството и службите за сигурност. За потискане на въстанието властите изпратиха армия, която открива огън по мирна демонстрация. Властите отричат тази версия, в който се посочва, че става дума за опит за дестабилизация. Различни неправителствени организации като Международно движение на Червения кръст и Червения полумесец заявяват, че от това са произлезли от 500 до 1000 смъртни случаи, докато правителството на Узбекистан признава само 187 жертви. Организации в защита на свободата на печата и правата на човека предупреждават за тези събития и призова международната общност да действа. На 14 ноември 2005 г. е произнесена присъда срещу петнадесет обвиняемия с наказание от 14 до 20 години. Много наблюдатели от различни организации като Human Rights Watch съобщават за прилагането на изтезания. След присъдата, ЕС наложи вето за влизане в Съюза на някои високопоставени узбеки като министрите на Вътрешните работи и на Отбраната, които са обвинени в пряка борба с размириците в Андижан. ЕС забранява влизането на своя територия на дванадесет висши длъжностни лица (сред които не е президент Каримов) и обявява ембарго върху продажбата на оръжие в Узбекистан Веднага след опита за въстание в Андижан, западните държави и различни организации за защита на човешките права заявиха молба да се увеличи икономическия и политически натиск над управляващия режим в Ташкент.

### Отношения със САЩ и Русия
Скоро след атентатите от 11 септември 2001 г., президентът Каримов се съгласява да помогне на САЩ в тяхната „война срещу тероризма“, и решава, че страната му ще действа като база за операции по време на Войната в Афганистан от 2001 г. насам. Узбекски военни обекти като военновъздушната база K2 в Джанабад са използвани от антитерористичната коалиция. Благодарение на тази военно-стратегическа помощ от страна на узбекистанските власти те получават икономическо сътрудничество от Съединените щати. Настъпва влошаване на отношенията вследствие от репатрирането на повече от 450 бежанци узбеки в американски бази и критиките от ООН за репресиите в Андижан. На 30 юли в 2005 г., Tашкент реагира със затварянето на американски бази, разположени по цялата територия и преориентира на своята външна политика към Русия, присъединява се към Евразийската Икономическа Общност, организация под егидата на Москва. Узбекистан изразява и намерение да влезе в Организацията за Колективна Сигурност и други про-руски агенции.

### Отношения със съседните страни от Централна Азия
Отношения със съседите остават обтегнати заради исторически, икономически и политически конфликти. На среща през ноември 2004 г. между президента Каримов и туркменистанския му колега се възобновява диалога за границата между двете държави, който е в мъртва точка след 2002. Ташкент се стреми, както и нейният съсед Казахстан, към регионалното ръководство, което е довело до често обтегнати отношения със съседите таджики и киргизи. Узбекистан, който винаги е защитавал етническите узбеки, установили се в Афганистан, променя своята стратегия, като я ориентира все по-близо в посока Техеран с цел да се прекъсне изолацията на узбекската диаспора. От друга страна Ташкент взема участие в Шанхайската Организация за Сътрудничество и в организациите за сътрудничество в областта на сигурността, координацията на борбата с тероризма и граничен контрол, които обединяват страни от Централна Азия (с изключение на Туркменистан), а също така Русия и Китай. През януари 2004 в Тащкент е открит регионален център за борба с тероризма.